# Poliosia
Poliosia is een geslacht van vlinders van de familie spinneruilen (Erebidae), uit de onderfamilie Arctiinae.

## Soorten
- P. albida Hampson, 1914
- P. ampla van Eecke, 1920
- P. binotata Hampson, 1893
- P. brunnea Moore, 1878
- P. cubitifera Hampson, 1894
- P. fragilis Lucas, 1890
- P. marginata Hampson, 1900
- P. muricolor Walker, 1862
- P. nigrifrons Hampson, 1900
- P. pulverea Hampson, 1900
- P. pulverosa Kiriakoff, 1958
- P. punctivena Hampson, 1898
- P. rectilinea Joannis, 1928
- P. umbra Rothschild, 1916